# Joy (kráter)

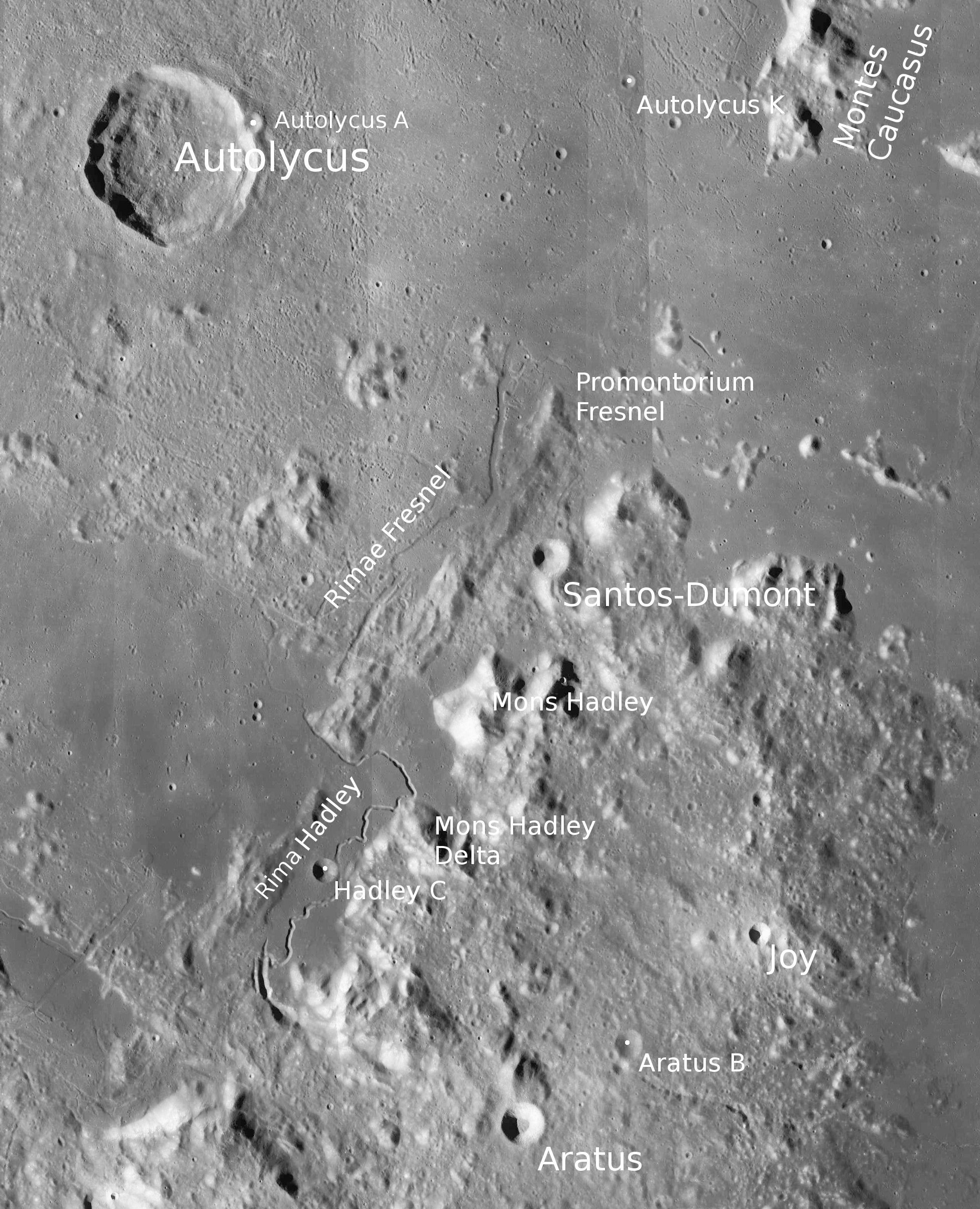
Kráter Joy a okolí.

Joy je malý měsíční impaktní kráter nacházející se v členitém terénu západně od Mare Serenitatis (Moře jasu) na přivrácené straně Měsíce. Leží východně od severní části pohoří Montes Apenninus (Apeniny). Jihozápadně leží kráter Aratus B, o něco dále pak hlavní kráter Aratus.
Má průměr 6 km a je hluboký 1 km, pojmenován je podle amerického astronoma Alfreda Harrisona Joye. Než jej v roce 1973 Mezinárodní astronomická unie přejmenovala na současný název, nesl kráter označení Hadley A.